# Jerónimo Aznar
Jerónimo Aznar (m. antes del 15 de mayo de 1260), fue un eclesiástico, racionero de la catedral de Calahorra desde 1228 y Obispo de Calahorra y La Calzada desde 1238 hasta su muerte.
En los antiguos episcopologios calagurritanos se le menciona como fallecido en la década de 1250, 
señalando como sus sucesores a dos obispos de nombre Arias López y Fernando, pero a principios del siglo XX quedó establecido que estos dos últimos eran una invención o un error historiográfico.
En documentos medievales consta un tal don Álvaro, obispo de Calahorra.
| Predecesor: Juan Pérez | Obispo de Calahorra y La Calzada 1238 – 1262 | Sucesor: Vivián |